# Lichtenberg (Szászország)
Lichtenberg település Németországban, azon belül Szászország tartományban. Lakosainak száma 1627 fő (2023. december 31.). Lichtenberg Wachau, Pulsnitz és Großnaundorf községekkel határos.

## Népesség
A település népességének változása:
| Lakosok száma | 1628 | 1615 | 1634 | 1634 | 1627 |
|               | 2017 | 2019 | 2021 | 2022 | 2023 |